# كاميرون سميث
كاميرون سميث (بالإنجليزية: Cameron Smyth)‏ هو سياسي أمريكي، ولد في 19 أغسطس 1971 في سانتا كلاريتا في الولايات المتحدة. حزبياً، نشط في الحزب الجمهوري. وقد انتخب عضو جمعية ولاية كاليفورنيا.